# Wolfgang Thüne
Wolfgang Thüne, född den 8 oktober 1949 i Heilbad Heiligenstadt i Tyskland, är en östtysk gymnast.
Han ingick i det östtyska lag som tog OS-brons i lagmångkampen i samband med de olympiska gymnastiktävlingarna 1972 i München.